# Genesio Ludovisi
Genesio Ludovisi (Velletri, 22 dicembre 1987) è un surfista italiano. Gareggia nella specialità del bodyboard.

## Biografia
Genesio Ludovisi inizia a muovere i suoi primi passi negli sport acquatici all'età di 5 anni, quando inizia a frequentare la piscina. A 7 anni riceve la sua prima tavola da bodyboard, con la quale inizia a prendere confidenza con la disciplina nel mare di Anzio, dove risiede. In seguito alla separazione dei genitori, decide di trascorrere alcuni periodi della sua infanzia insieme al padre sull'isola di Tenerife, dove inizia a confrontarsi con l'Oceano Atlantico. Nel 2002, quando ha 14 anni, partecipa alla sua prima gara del Campionato Italiano di bodyboard, classificandosi primo nella categoria junior di fronte al pubblico di Anzio. Dopo alcuni anni in cui si divide tra Anzio e Tenerife, dove risiede il padre, si stabilisce definitivamente in Italia, dove apre la propria scuola di surf e bodyboard che tuttora dirige insieme a sua moglie. Presso la sua scuola ha avuto l'occasione di fare da istruttore anche ad alcuni personaggi famosi, come Claudio Gregori, del duo Lillo e Greg, la nuotatrice Simona Quadarella, medaglia di bronzo ai Giochi Olimpici di Tokyo, e Pierpaolo Piccioli, recentemente annunciato come nuovo direttore creativo di Balenciaga. L'ultima apparizione agonistica, in ordine cronologico, risale al mese di Giugno 2025 nella tappa dell'IBC World Tour che si svolge a Itacotiara, in Brasile, denominata Itacotiara Pro.

## Carriera

### I successi nazionali
Il primo successo arriva alla prima apparizione. Nel 2002 infatti diventa campione italiano della categoria junior alla sua prima gara davanti al pubblico di Anzio. Nel 2003 si piazza primo nella categoria Junior e 4° nella Open nella tappa che si tiene a Bogliasco (Genova), ma che non decreterà il titolo di campione. Diventa campione italiano della categoria Open negli anni 2004, 2005, 2006, 2008, 2010, 2017 e 2018.

### Le prime esperienze internazionali
Dal 2003 Genesio inizia a farsi conoscere anche all'estero, quando ha solo 16 anni, con la partecipazione all'European Tour Bodyboard in Portogallo. Nel 2004 ottiene un 5º posto all'Europeo Junior, sempre in Portogallo, un 1° alle qualificazioni agli Europei della Nazionale Italiana e per la prima volta diventa campione italiano della categoria open.

### Le esperienze in nazionale
La nazionale italiana ha contribuito alla crescita sportiva di Genesio. Dopo il primo approccio del 2004, nel 2005 partecipa con gli azzurri all'Europeo in Portogallo, dove si classifica 8º. Nel 2006, oltre a partecipare come coach del team junior all'Europeo in Galizia, ottiene un 33º posto nel ranking mondiale all'ISA World Championship. Nel 2008 migliora il proprio ranking mondiale piazzandosi 31º agli ISA Surfing Game in Portogallo, nonché 2º classificato alle selezioni Mondiali ISA. L'ultima apparizione con i colori della Nazionale è del 2017, quando all'Eurosurf in Norvegia Genesio si piazza 3º nel ranking individuale e vice campione Europeo col team azzurro.

### Gli anni recenti

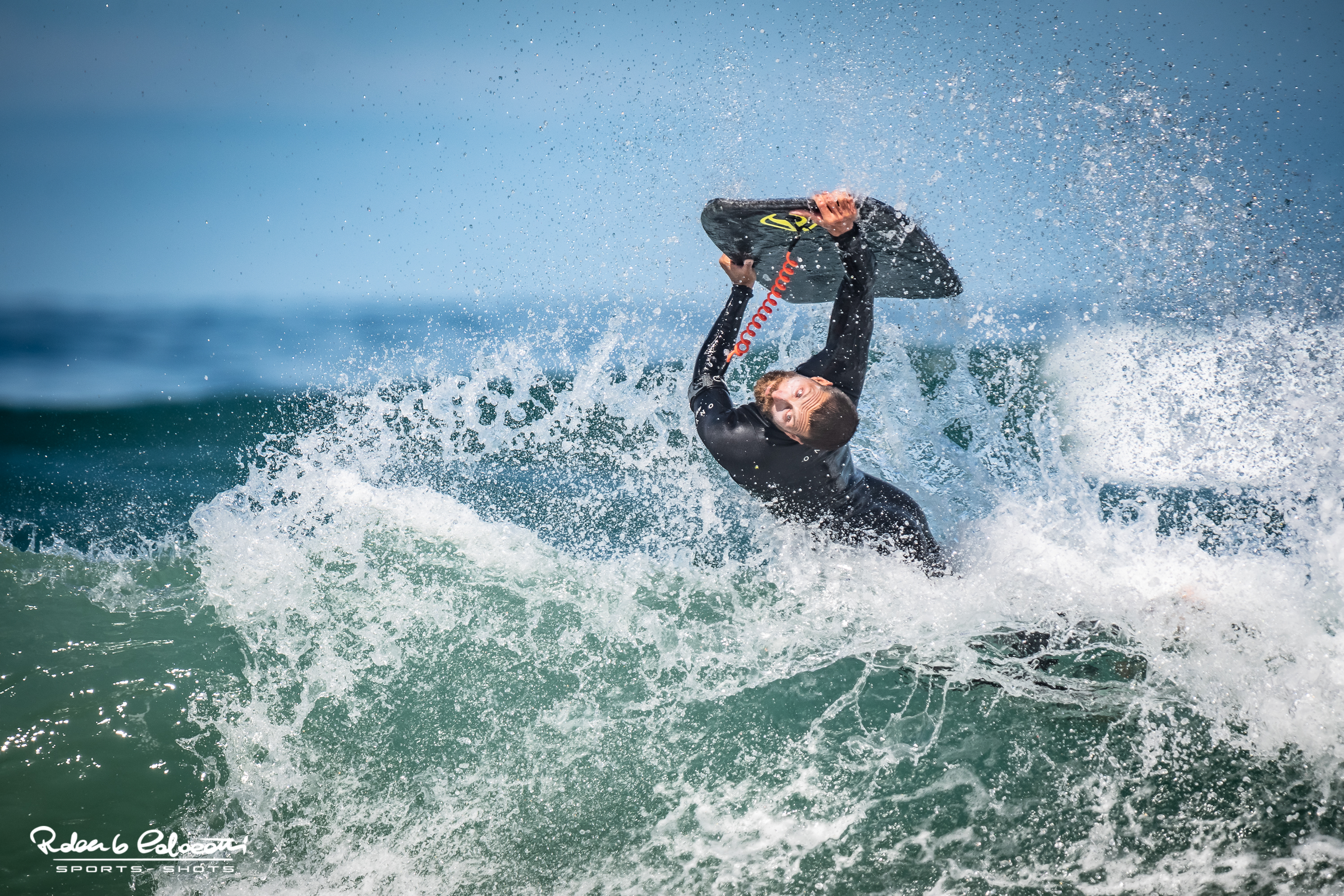
Un'immagine di Genesio Ludovisi al Sintra Pro del 2021

Dopo la vittoria del titolo di Campione Italiano del 2018 e la partecipazione alla tappa del World Tour di Sintra Pro, in Portogallo, dove si ferma al secondo round, le competizioni subiscono uno stop a causa della pandemia fino al 2021, quando Genesio decide di tornare in acqua per partecipare a due tappe dell'IBC World Tour. A Settembre 2021 infatti partecipa a Sintra Pro 2021, dove esce al 1º round, mentre ad Ottobre dello stesso anno raggiunge il 4º round alla tappa principe del World Tour, che si svolge sull'isola di Gran Canaria, il Fronton King. Sarà il primo italiano nella storia del bodyboard a raggiungere il 4º round in una tappa del World Tour. Nel 2022 partecipa ad altre 3 tappe del World Tour, recandosi per la prima volta in Cile a maggio, più precisamente ad Iquique, e tornando al Sintra Pro (Portogallo) e Gran Canaria per il Fronton King. Nel 2023, oltre all'appuntamento fisso delle Canarie, si confronta con l'Oceano Atlantico anche sulle coste del Sudafrica, per la gara di Walker Bay Pro, nella località di Onrus. Nella prima metà del 2024, Genesio participa a due appuntamenti del World Tour: In Marocco, dove rientra nella Top 25, e di nuovo in Cile, ad Iquique, migliorando il risultato che aveva ottenuto due anni prima, conquistando il quinto round. A settembre 2024 torna in Portogallo, al Sintra Pro Fest, dove ottiene il miglior risultato di sempre ad una tappa IBC World Tour, classificandosi 17°. Ultimo appuntamento del 2024 è, come di consueto, il Fronton King sull'isola di Gran Canaria, dove chiude al 41° posto, ma che vale il 29° posto assoluto nel ranking mondiale a fine stagione. Il 2025 si apre, nel mese di febbraio, con la tappa IBC World Tour in Marocco, dove Genesio chiude al 29° posto. Ad aprile porta a casa il trofeo del 1° posto, migliorando il posizionamento dell'anno precedente, dalla gara "Off The Dock" di Castiglioncello, dove affronta i migliori bodyboarders italiani. A giugno dello stesso anno, partecipa per la prima volta alla tappa brasiliana del World Tour, Itacotiara Pro, finendo 41°.

## Altre competizioni
2025
- 29º classificato IBC World Tour - Agadir, Marocco
- 1º classificato "Off The Dock" Challenge - Castiglioncello, Toscana, Italia
- 41º classificato IBC World Tour - Itacotiara Pro, Brasile

2024
- 25º classificato IBC World Tour - Agadir, Marocco
- 5º round IBC World Tour - Iquique Bodyboard Pro, Cile
- 17º classificato IBC World Tour - Sintra Pro Fest, Portogallo
- 41º classificato IBC World Tour - Fronton King, Gran Canaria
- 29º Posto assoluto nel ranking mondiale

2023
- 2º classificato "Off The Dock" Challenge - Castiglioncello, Toscana, Italia
- 9º classificato IBC World Tour - Walker Bay Pro, Sud Africa
- 2º round IBC World Tour - Fronton King, Gran Canaria

2022
- 3º round IBC World Tour - Iquique Bodyboard Pro, Cile
- 5º round IBC World Tour - Sintra Pro 2022, Portogallo
- 5º round IBC World Tour - Fronton King, Gran Canaria

2021
- 4º round IBC World Tour - Fronton King, Gran Canaria
- 1º round IBC World Tour - Sintra Pro 2021, Portogallo

2018
- 2º round Sintra Pro 2018, Portogallo

2015
- 2º classificato circuito Miramar/Almada, Portogallo

2013
- 9° ranking Europeo EUROSURFAZZORRE, Portogallo

2011
- ISA World Bodyboard Games, El Fronton, Gran Canaria[8]

2010
- 15° ranking European Tour Bodyboard, Sagres, Portogallo
- 17° ranking European Tour Bodyboard, Anglet Plage, Francia
- 12° ranking European Tour Bodyboard, Mhoammedia, Marocco[9]

2009
- 65° ranking European Tour Bodyboard, Algarve, Portogallo
- 26° ranking European Tour Bodyboard, Anglet, Francia
- 20° ranking European Tour Bodyboard, Mhoammedia, Marocco

2008
- 2º round Sintra Pro, Portogallo
- 2º classificato selezioni mondiali ISA
- 31° ranking mondiale ISA Surfing Game, Costa de Caparica, Portogallo

2006
- 33° ranking mondiale ISA World Championship, California, Stati Uniti

2005
- 8º classificato Europeo, Portogallo

2004
- 5º classificato Eurojunior, Portogallo

2003
- 4º classificato Campionato Italiano categoria open